# Antoine Laurent Bayle
Antoine Laurent Jessé Bayle (Le Vernet, 13 gennaio 1799 – Parigi, 29 marzo 1858) è stato un medico, psichiatra e neurologo francese.

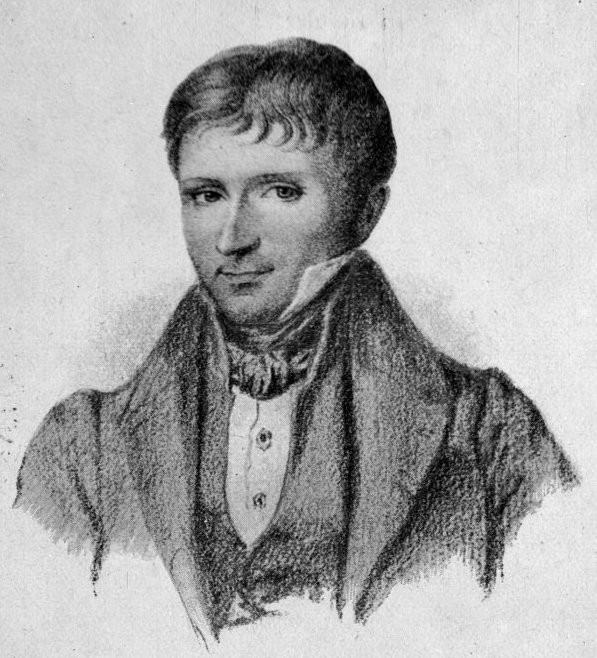
Antoine Laurent Jessé Bayle

Era nipote del patologo Gaspard Laurent Bayle (1774-1816).

## Biografia
Bayle studiò medicina a Parigi, e collaborò con Antoine-Athanase Royer-Collard (1768–1825) alla clinica per malattie mentali di Charenton. Successivamente divenne professore associato e bibliotecario alla Académie nationale de médecine di Parigi. Nel 1834 rassegnò le dimissioni ed aprì uno studio privato.
Nel 1822 Bayle fu il primo medico a fornire una descrizione completa della paresi generale, che a volte viene chiamata demenza paralitica, paralisi generale dei pazzi o "malattia di Bayle" nella letteratura medica. Nel 1824 fondò la rivista Revue médicale e dal 1828 al 1837 fu editore della Bibliothèque de thérapeutique (Biblioteca di terapeutica) in più volumi.

## Opere selezionate
- Traité élémentaire d'anatomie, ou, Description succincte des organes et des éléments organiques qui composent le corps humain.
- A manual of anatomy; arranged so as to afford a concise and accurate description of the different parts of the human body, Edimburgo, Black, 1825.
- Traité des maladies du cerveau et de ses membranes; malattie mentali, 1826
- A manual of general anatomy: containing a concise description of the elementary tissues of the human body, Philadelphia: Grigg, 1828.
- An elementary treatise on anatomy, New York: Harper &amp; Brothers, 1837.
- Biographie médicale par ordre chronologique d'après Daniel Leclerc, Eloy etc., 1855.[1]